# أليساندرو لطيف
أليساندرو لطيف (بالإيطالية: Alessandro Latif)‏ هو سائق سباق إيطالي، ولد في 11 أبريل 1996 في لندن في المملكة المتحدة.

## وصلات خارجية
- الموقع الرسمي
- أليساندرو لطيف على موقع DriverDB.com (الإنجليزية)